# كيه بي شارب
كريستن شارب (بالفرنسية: Kristen Sharp)‏ مواليد 18 أبريل 1981 في كولومبوس، هي لاعبة كرة سلة فرنسية بدأت مسيرتها الاحترافية في سنة 2003. تم اختيارها من قبل فريق نيويورك ليبرتي خلال الدرافت. اعتزلت اللعب في 2009.

## المسيرة الاحترافية
لعبت مع نيويورك ليبرتي في موسم 2003–2004، ثم لعبت مع إنديانا فيفر في موسم 2006–2007، ثم لعبت مع شيكاغو سكاي في موسم 2008–2009.

## روابط خارجية
- كيه بي شارب على موقع الاتحاد الوطني لكرة السلة النسائية (الإنجليزية)
- كيه بي شارب على موقع كرة السلة الأوروبية.كوم (الإنجليزية)
- كيه بي شارب على موقع كلية كرة السلة في سبورتس رفرنس.كوم (الإنجليزية)
- كيه بي شارب على موقع بروبوليرز (الإنجليزية)
- كيه بي شارب على موقع سبورتس رفرنس (الإنجليزية)